# Nothing Is Impossible
Nothing Is Impossible es el primer álbum de estudio de la banda de adoración australiana Planetshakers. Planetshakers Ministries International, Integrity y Columbia lanzaron el álbum el 9 de agosto de 2011.  

## Lista de canciones
| No.             | Título                                          | Escritores            | Duración |
| --------------- | ----------------------------------------------- | --------------------- | -------- |
| 1.              | "Power"                                         | Joth Hunt             | 3:34     |
| 2.              | "Bring It On"                                   | Joth Hunt             | 3:52     |
| 3.              | "Give It Up"                                    | Joth Hunt             | 3:37     |
| 4.              | "Nothing is Impossible (feat. Israel Houghton)" | Joth Hunt             | 4:04     |
| 5.              | "Running To You"                                | Sam Evans / Joth Hunt | 7:22     |
| 6.              | "You Are God"                                   | Joth Hunt             | 6:20     |
| 7.              | "No One Like You"                               | Joth Hunt             | 6:04     |
| 8.              | "Favoured"                                      | Sam Evans / Joth Hunt | 6:25     |
| 9.              | "Sound of Praise"                               | Andy Harrison         | 3:24     |
| 10.             | "Song of Victory"                               | Joth Hunt             | 3:11     |
| 11.             | "Hosanna"                                       | Mike Pilmer           | 6:11     |
| 12.             | "Come To Jesus"                                 | Joth Hunt             | 7:36     |
| 13.             | "We Cry Out"                                    | Sam Evans & Joth Hunt | 5:10     |
| Duración Total: | Duración Total:                                 | Duración Total:       | 66:44    |